# The Marne
The Marne är ett vattendrag i Australien. Det ligger i delstaten South Australia, omkring 92 kilometer öster om delstatshuvudstaden Adelaide. The Marne ligger vid sjöarna  Rhine Flat och Wongulla Lagoon.
Trakten runt The Marne består till största delen av jordbruksmark. Trakten runt The Marne är nära nog obefolkad, med mindre än två invånare per kvadratkilometer. Genomsnittlig årsnederbörd är 363 millimeter. Den regnigaste månaden är februari, med i genomsnitt 59 mm nederbörd, och den torraste är december, med 8 mm nederbörd.